# Chiesa dei Santi Fermo e Rustico (Polpenazze del Garda)
La chiesa dei Santi Fermo e Rustico è un piccolo edificio di culto cattolico collocato all'interno del Castello di Polpenazze del Garda, a fianco dell'attuale parrocchiale, la chiesa della Natività della Madonna.

## Descrizione
La cappella dei Santi Fermo e Rustico è stata fino ad oggi identificata dalla storiografia locale nella chiesetta tuttora esistente a sinistra della nuova parrocchiale che attualmente si presenta internamente in forme neogoticheggianti.
Un esame della tessitura muraria della parete esterna orientale ha permesso di individuare, al suo livello più basso, il riutilizzo di cocci di ceramica smaltata del secolo XVIII.
Tale datazione è pure confermata dalla data 1752 graffita a malta fresca sull'estradosso di una delle volte dell'oratorio attuale.
È chiaro pertanto che la chiesetta originaria non si può identificare con l'attuale oratorio, anche se è lecito pensare che esso sia sorto all'incirca sullo stesso posto della chiesetta precedente.
Dell'ordine di abbattimento della cappella esiste inoltre prova documentaria nel resoconto della visita pastorale in occasione della consacrazione della nuova parrocchiale da parte del vescovo Alberto Valerio del 7 ottobre 1595.